# Arènes de Pampelune
Les arènes de Pampelune (en espagnol : Plaza de Toros de Pamplona) en Espagne sont des arènes pour corrida.

## Présentation
Construites en 1922, elles peuvent contenir 19 000 personnes.
Elles sont le point de chute du fameux encierro au cours des fêtes de San Fermín.

## Guerre d'Espagne et dictature franquiste
Les Arènes de Pampelune ont été utilisées comme camp de concentration de républicains par les nationalistes pendant la guerre d'Espagne.

## Galerie

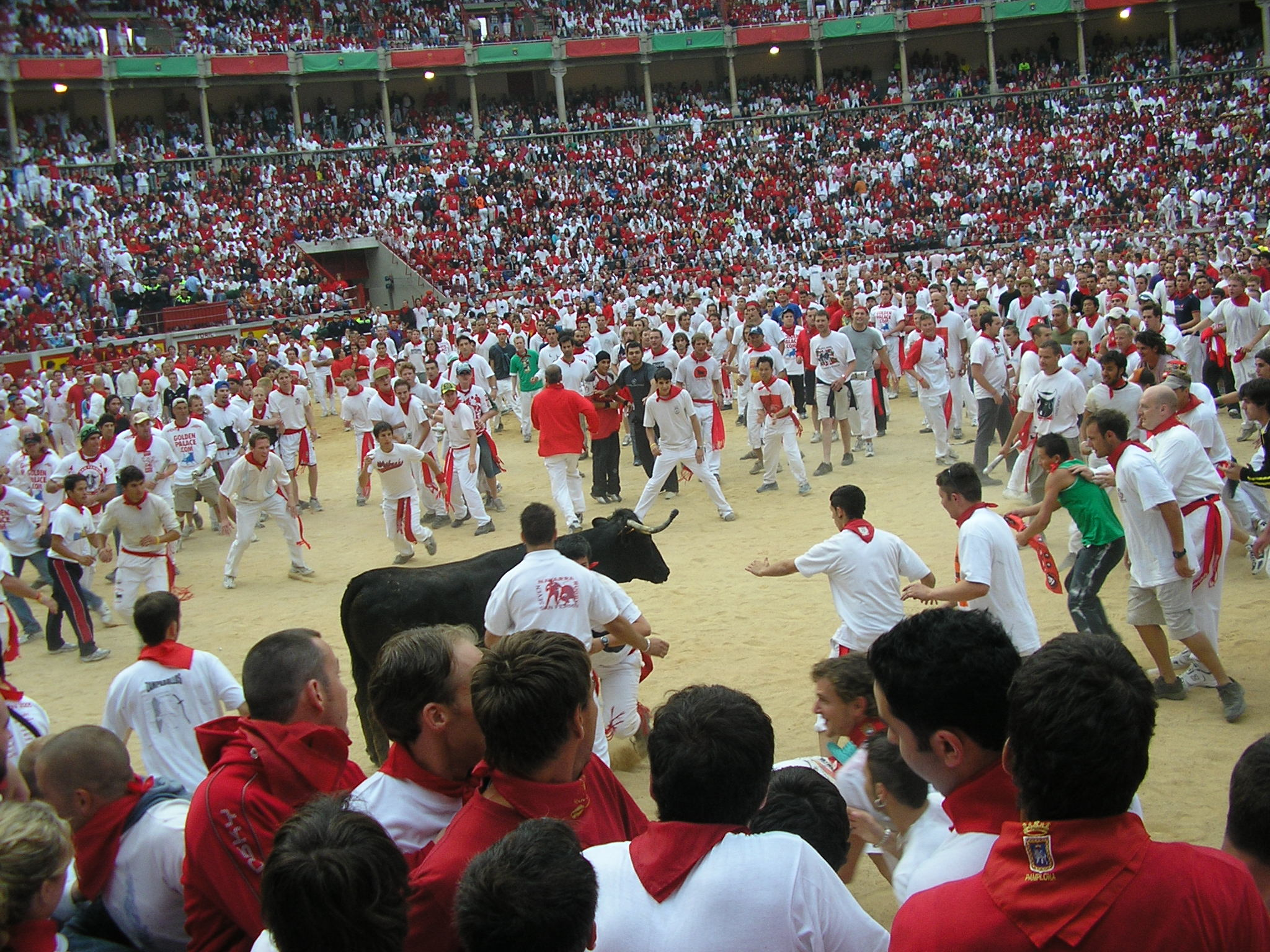
Les arènes de Pampelune lors des fêtes de San Fermín